# Telezdravje
Telezdravje pomeni izvajanje zdravstvenih storitev na daljavo, s pomočjo elektronske informatike in telekomunikacij ter zajema vsestransko skrb za zdravje, ki ni vezana samo na bolne ljudi, pač pa vključuje tudi postopke ohranjanja zdravja ter na primer zdravstveno vzgojo, administrativne storitve in raziskovanje. Kot sopomenka se včasih uporablja izraz telemedicina, vendar ima slednja načeloma ožji pomen, vezan na izvajanje diagnosticiranja in zdravljenja na daljavo. Ne gre za ločeno vejo medicine, ampak prakso, ki se uporablja na vseh medicinskih področjih.
Sam koncept zdravstvene oskrbe na daljavo se poznali že v preteklosti, zlasti v zelo oddaljenih, redko poseljenih območjih s pomanjkljivo zdravstveno mrežo ali v izjemnih razmerah. Marsikje, tudi v Sloveniji, pa se je zanimanje za telemedicino znatno povečalo v času pandemije covida 19, ko je bila zaradi epidemioloških ukrepov dostopnost do zdravstvenih ustanov otežena.

## Vrste telemedicine
Telemedicina naj bi vsebovala tri glavne kategorije: 
- Prva kategorija predstavlja pridobivanje in shranjevanje medicinskih podatkov in posredovanje le-teh zdravniku ob primernem času. Prisotnost bolnika in zdravnika pri tej vrsti komuniciranja ni potrebna. Na takšen način lahko bolnik svojemu zdravniku posreduje svoje podatke posameznih parametrov za vodenje različnih bolezni  (visok krvni tlak, sladkorna bolezen, astma itd.). Zdravnik na podlagi posredovanih podatkov spremlja potek bolezni, svetuje o   , zazna morebitna poslabšanja in predlaga nadaljnje intervencije. Bolnik lahko zdravniku posreduje tudi rezultate preiskav oz. pregledov pri drugih zdravstvenih strokovnjakih (radiološke izvide, slike kožnih sprememb, rezultate citopatoloških preiskav itd.). Nenazadnje lahko na tak način zdravnik družinske medicine pridobiva podatke neposredno od drugih izvajalcev zdravstvenih storitev, z njimi komunicira, usklajuje podatke in jih posreduje bolniku.  Ta kategorija omogoča komuniciranje takrat, ko je bolniku in zdravniku najbolj časovno ugodno; bolnik s posredovanjem podatkov sodeluje pri zdravljenju in zdravniku omogoča spremljanje parametrov brez neposredne konzultacije, kar pomeni časovni in finančni prihranek. Med pomanjkljivosti te kategorije štejemo, da se mora zdravnik zanesti na pravilnost posredovanih meritev; nekaterih parametrov ni mogoče izmeriti niti posredovati; nenazadnje pa je elektronsko pošiljanje občutljivih podatkov etično sporno.
- Telemedicina lahko omogoča spremljanje bolnika na daljavo s pomočjo različnih tehničnih orodij. Na takšen način lahko na daljavo spremljamo EKG, nihanje krvnega tlaka itd. Pri spremljanju (monitoringu) so posredovani podatki zanesljivi, saj gre za preizkušene in umerjene aparate; možna je hitra intervencija zdravnika pri poslabšanju bolezni; gre za finančno in časovno učinkovit način spremljanja parametrov urejenosti bolezni. Pomanjkljivosti te kategorije so: da gre le za spremljanje parametrov brez pogovora/konzultacije z bolnikom; bolnika spremljamo objektivno ne pa tudi subjektivno.
- Interaktivna oblika komuniciranja med bolnikom in zdravnikom kot tretja kategorija je neposredno, avdio-vizualno komuniciranje s pomočjo telefona (s sliko ali brez nje), s pomočjo elektronske pošte ali na spletnih portalih. Za tak način zdravljenja je prvi pogoj preskrbljenost s telefonskimi oz. z elektronskimi povezavami. Od bolnika tak način zdravljenja na daljavo zahteva dobro sodelovanje, nekaj tehničnih spretnosti, primerno ohranjanje kognitivne funkcije, zaupanje in dobro motiviranost. Prednosti te kategorije so, da v oddaljenih, redko poseljenih in z zdravstveno mrežo slabo oskrbljenih predelih tak način komuniciranja zdravniku družinske medicine prihrani ogromno časa in stroškov, primerna je tudi v posebnih primerih, ko gre za npr. epidemije ali pandemije. Med slabe strani te kategorije štejemo to, da ima interaktivno komuniciranje nekatere omejitve predvsem pri objektivnem kliničnem pregledu pri elementih, ki terjajo ročne spretnosti, izkušenost ali dodatne veščine (palpacija roba jeter in vrancice, avskultacija srčnih šumov itd.). Večina kroničnih bolnikov spada med starejše bolnike, zato tukaj ne smemo pozabiti na njihovo računalniško pismenost, omejitev spomina, vida in sluha.[3]

### Zdravstvena nega na daljavo
Sodobna družba in njene potrebe zdravstvenemu sistemu narekujejo nove smernice delovanja, zato je za izboljšanje kakovosti zdravstvenih storitev in boljšo celostno oskrbo pacientov primoran rekonstruirati način delovanja. V namen izboljšane in učinkovitejše zdravstvene nege se je razvila elektronska interaktivna zdravstvena nega oziroma zdravstvena nega na daljavo. Potreba po takšni obliki dela v sistemu zdravstvenega varstva se je pojavila zaradi izrazitega naraščanja števila pacientov s kroničnimi boleznimi, staranja prebivalstva in vse številnejših duševnih motenj med starostniki, ki zaradi manjše samostojnosti potrebujejo obsežnejšo oskrbo. Zdravstvena nega na daljavo je element telezdravja in zajema komunikacijo med pacienti in zdravstvenimi ustanovami, prenos podatkov med njimi in medsebojno obveščanje, zajema pa tudi elektronske zdravstvene kartoteke, telemedicino, e-zdravstveno izobraževanje in e-promocijo zdravja. Zdravstvena nega na daljavo za razliko od telemedicine tako izvaja tudi preventivno zdravstveno dejavnost.
Zaradi množičnega povečanja števila kroničnih bolezni in staranja prebivalstva se države spoprijemajo s povečanjem finančnih izdatkov za potrebe zdravstvene in socialne oskrbe, prav tako so pereč problem premajhne kapacitete in dolge čakalne dobe v zdravstvenih ustanovah. Raziskave kažejo, da bi s sodobnim pristopom zdravstvene nege na daljavo za spremljanje pacientov izboljšali kakovost življenja in poskrbeli za boljšo informiranost pacientov. Ob tem imajo pacienti občutek partnerskega odnosa z medicinsko sestro saj pacientom omogoča podajanje mnenjapri načrtovanju zdravstvene nege in aktivno sodelovanje pri njenem izvajanju. Sistem, ki združuje prvine telekomunikacijskih in informacijskih tehnologij ter zdravstveno nego, izboljšuje zdravljenje pacientov s kroničnimi boleznimi, kar so pokazale študije, opravljene v Združenih državah Amerike. Zdravljenje pacientov s kroničnimi boleznimi je praviloma drago in pogosto neuspešno, z zdravstveno nego teh pacientov na daljavo pa se ne zmanjšajo le stroški in število hospitalizacij in posegov, temveč se občutno izboljša tudi zdravstveno stanje pacientov v primerjavi s klasičnim zdravljenjem. Dobri rezultati so predvsem pri pacientih s kroničnimi boleznimi kot so srčno popuščanje, kronična obstruktivna plujčna bolezen in sladkorna bolezen. Raziskovalci so zaključili, da informacijska tehnologija v  sodelovanju z zdravstvenim sistemom predstavlja dragocen pristop k izboljšanju zdravja in oskrbe pacientov s kompleksnimi kroničnimi boleznimi.
V zdravstveni negi na daljavo se odpira mnogo etičnih in pravnih vprašanj in vprašanj o zaupnosti in zasebnosti pacientovih podatkov. V številnih državah je prepovedana, saj so vprašljive licence medicinskih sester, ki izvajajo zdravstveno nego na daljavo. Pravna vprašanja, kot je odgovornost pri malomarnosti, so v veliki meri še nerešena in jih je težko obravnavati v primeru sporov. Pojavljao se tudi poisleki v zvezi z varovanjem osebnih podatkov pacientov. Tako je potrebno za izvajanje najprej potrebno določiti predpise in zakone, ki strogo in natančno urejajo področje.